# Laissons Lucie faire !
Pour plus de détails, voir Fiche technique et Distribution.
Laissons Lucie faire ! est un film français d'Emmanuel Mouret sorti le 27 décembre 2000

## Synopsis
À Marseille, Lucie (Marie Gillain) vit avec Lucien (Emmanuel Mouret). Il veut devenir gendarme. Elle vend des maillots de bain sur la plage. L'orientation de Lucien va prendre un tournant inattendu provoquant quelques frottements dans leur couple.

## Fiche technique
- Réalisateur et scénariste : Emmanuel Mouret
- Musique : Chet, David Hadjadj, Jérôme Rebotier
- Sociétés de production : Les Films Pelléas, Canal+, Cofimage 11, France 3 Cinéma et Gimages 3
- Société de distribution : Ad Vitam Distribution
- Monteuse : Sarah Turoche
- Directeur de la photographie : Aurélien Devaux
- Création des costumes : Framboise Dupin, Cathy Lantuejoul et Paulette Ribot
- Genre : comédie romantique
- Durée: 91 minutes
- Sortie en France: 27 décembre 2000

## Distribution
- Marie Gillain : Lucie
- Emmanuel Mouret : Lucien
- Dolores Chaplin : Jennifer
- Georges Neri : le père de Lucien
- Arnaud Simon : Bernard Sixe
- Natalia Romanenko : Natacha
- Delphine Zentout : Delphine